# Géographie de Sainte-Lucie
Sainte-Lucie est une île de 616 km2 située dans la mer des Caraïbes, entre la Martinique et Saint-Vincent-et-les-Grenadines. L'île mesure 43 km de long et 23 km de large.

## Généralités
Sainte-Lucie est une île typique de la chaîne des Petites Antilles. L'île étant d'origine volcanique, ses reliefs sont appuyés. Elle est recouverte par une végétation tropicale luxuriante.

## Climat
Sainte-Lucie bénéficie d'un climat tropical humide typique, avec des températures élevées et de fortes précipitations. La chaleur et l'importante humidité sont tempérées par les alizés, des vents intermittents du nord-est, qui soufflent lors de la saison des ouragans.
La saison sèche va de janvier à mai et la saison des pluies va de juin à décembre.

### Températures
Les reliefs influent cependant sur les températures et les vents. L'amplitude des variations de températures ambiantes est faible, allant généralement en journée de 25 °C à 30 °C selon les mois au niveau de la mer, avec des pointes aux alentours de 32 °C. Sur les reliefs élevés, la température moyenne se situe aux alentours de 13 °C.

### Précipitations
Les précipitations annuelles moyennes sont de l'ordre de 2 000 millimètres. La saison des pluies a lieu de juin à décembre. Les mois les plus pluvieux sont juillet, août et septembre.

### Ouragans
La saison des ouragans va de juin à la mi-novembre. L'île est régulièrement touchée par des ouragans de forte puissance. Ainsi, en août 1980 l'île est ravagée par l'ouragan Allen qui fait 18 morts et ravage les cultures. Puis, en octobre 1990, l'ouragan Klaus détruit environ 15 % des plantations de bananes. En août 2007, Sainte-Lucie est touchée par l'ouragan Dean.

## Hydrographie
Les principaux fleuves sont :
- Cul de Sac River ;
- Dennery River ;
- Canelles River ;
- Mamin River (11,9 km) ;
- Anse Cochon River (9,3 km) ;
- Canaries River (5,9 km) ;

## Géologie
Sainte-Lucie est une île d'origine volcanique qui se serait formée il y a environ 50 millions d'années. C'est cette origine volcanique qui explique les nombreux reliefs de l'île. Le volcanisme de l'île s'explique par la subduction des plaques sud-américaine et caribéenne.

### Reliefs

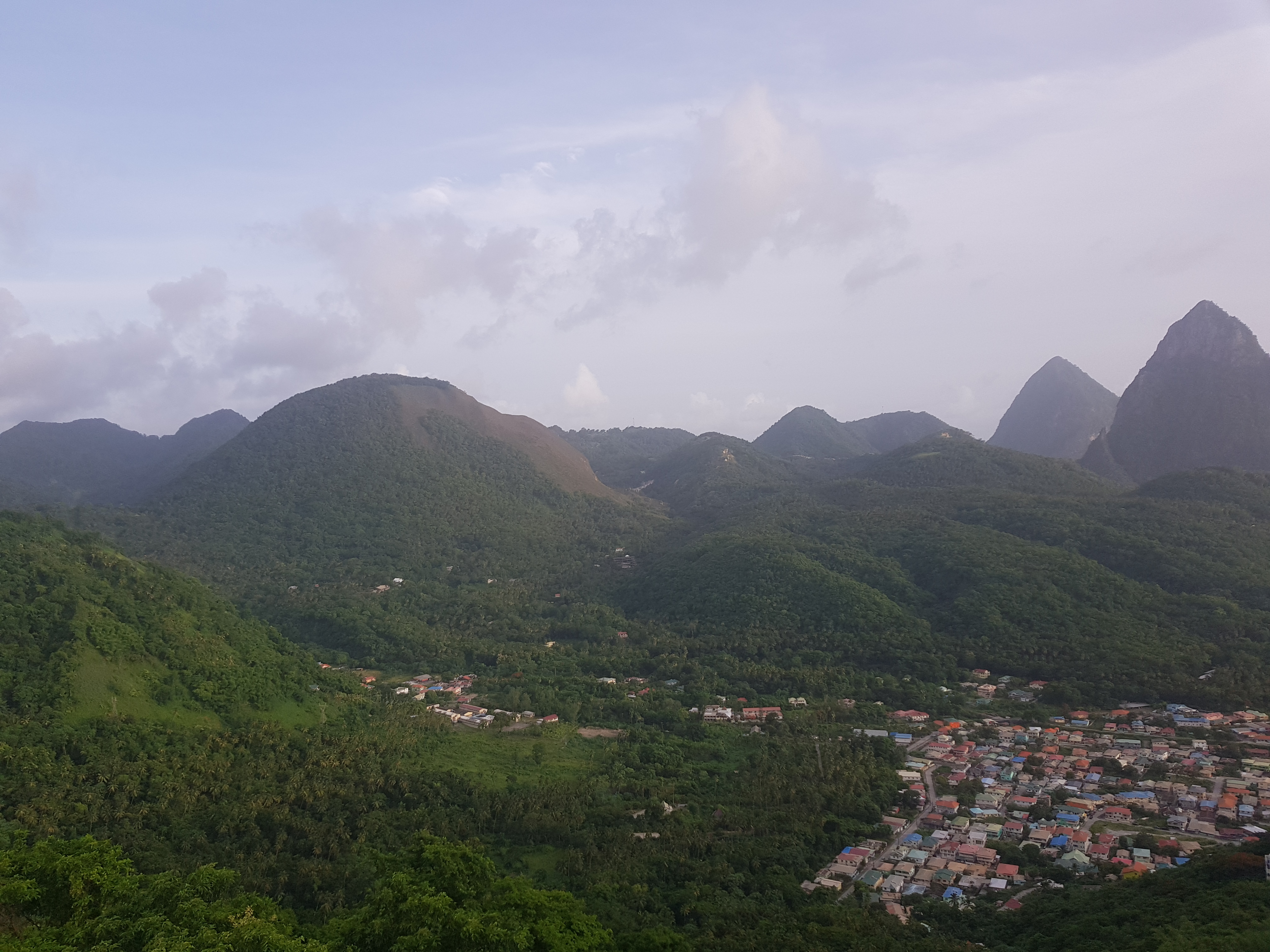
Terre Blanche, Rabot, Gros Piton et Petit Piton

Les quatre principaux reliefs de Sainte-Lucie sont le mont Gimie qui culmine à 950 m, le piton Canarie qui culmine à 918 m, et les Deux Pitons (ou Pitons Jumeaux), le Gros Piton et le Petit Piton qui culminent respectivement à 786 et 739 m et qui sont les symboles nationaux de l'île. Ces quatre reliefs sont situés dans le quart sud-ouest de l'île.
Les autres reliefs notables sont :
- le mont Paix-Bouche : 745 m ;
- le mont Tabac : 720 m ;
- le piton de la Sorcière : 677 m ;
- le mont Grand-Magazin : 645 m
- le mont Houelmon : 638 m ;
- le mont Parasol : 613 m ;
- Terre Blanche : 586 m ;
- le piton du Saint-Esprit : 585 m ;
- le piton Flore : 564 m ;
- le mont Lacombe : 453 m ;

## Sources
- (en) CIA World Factbook
- (en) Sainte-Lucie - Photius
- (en) Guide touristique de Sainte-Lucie